# 努比亞金字塔
努比亞金字塔（英語：Nubian pyramids），位於現今蘇丹北部，在過去曾是北非庫施王國及古埃及王國統治者所建造的金字塔，埃及尼羅河第一瀑布阿斯旺與蘇丹第四瀑布庫賴邁之間的地區被稱為努比亞。庫施將首都從克尔玛遷移到納帕塔及麥羅埃後，建立了一个首都属于庫施王国的政治中心，文化受到古埃及的影響，於是統治者開始建造金字塔。
當前，大約有220座金字塔位於努比亞地區，努利地區的金字塔建造時代較晚。目前已被列入世界文化遗产。

努比亞金字塔，其中三座为重建

## 外部連結
- Pyramids of Nubia （页面存档备份，存于） – 詳細介紹古代努比亞三大金字塔遺址的遺址
- Nubian Pyramids （页面存档备份，存于） – 一個展示努比亞金字塔的大量照片的網站
- Aerial Photographs of Sudan （页面存档备份，存于） – 一個以努比亞金字塔航拍照片為特色的網站
- Aerial video of Nubia Pyramids （页面存档备份，存于）
- Voyage au pays des pharaons noirs 蘇丹旅行和努比亞歷史筆記 （法語）
- Labelled map of the pyramids at Meroe （页面存档备份，存于）

1. ↑  .   [2021-11-22]. （原始内容存档于2021-11-22）.